# Кодена (Маса-Карара)
Кодена је насеље у Италији у округу Маса-Карара, региону Тоскана.
Према процени из 2011. у насељу је живело 745 становника. Насеље се налази на надморској висини од 277 м.